# Triumph Tiger T110
De Triumph Tiger T110 is een 650cc-motorfiets die het Britse merk Triumph produceerde van 1954 tot 1961.

## Voorgeschiedenis
Na de Tweede Wereldoorlog had Triumph de productie van de 500cc-Speed Twin en Tiger 100 weer opgestart, maar de Amerikaanse klanten en de zijspanrijders vroegen om sterkere motoren met meer vermogen. Daarom kwam in 1950 de 650cc-Triumph 6T Thunderbird, die 34 pk leverde. De concurrentiestrijd tussen de Britse merken, vooral in de Verenigde Staten, begon toen pas. Frank Cooper, de Amerikaanse importeur van Matchless, bouwde in 1953 op eigen initiatief de 550cc-Matchless G9B en BSA leverde al sinds 1950 de 650cc-A10 Golden Flash met 35 pk en bracht in 1953 de A10 Super Flash met 40 pk uit.

## Triumph Tiger T110
De Triumph Tiger T110 (ook wel: Triumph Tiger 110) werd dan ook speciaal voor de Amerikaanse markt ontwikkeld. Met dit model presenteerde Triumph ook de swingarm-achtervering waardoor ook een (ongeveerd) duozadel kon worden gebruikt. Zoals het getal "100" bij de Tiger 100 stond voor de topsnelheid van 100 mijl per uur, stond 110 voor 110 mijl per uur (177 km/uur). Die snelheid werd weliswaar niet helemaal gehaald (het blad The Motor Cycle mat 109 mph, maar de snelheidsmeter gaf 114 mph aan) maar dat was bij de Tiger 70, Tiger 80 en Tiger 90 ook het geval geweest. In 1960 kreeg de Tiger 100 de "bathtub"-stroomlijn die al in 1957 op de Triumph Twenty One was geïntroduceerd. Directeur en hoofdontwerper Edward Turner volhardde hiermee in een fout, want het forse plaatwerk rond het achterwiel werd in de VS niet geapprecieerd. Amerikaanse dealers hadden stapels van deze stroomlijnen liggen, verwijderd omdat de machines anders niet te verkopen waren. Sinds 1958 had Triumph echter al een nieuw sportmodel, de Triumph T120 Bonneville, met twee carburateurs en zonder deze stroomlijn. Vanaf dat moment was de Tiger 110 ook niet meer Triumph's topmodel en kwam het einde van de productie in zicht, temeer omdat voor de populaire desert races aan de Amerikaanse westkust al in 1955 de Triumph TR6 Trophy beschikbaar was. In 1961 werden de laatste exemplaren van de Tiger 110 geproduceerd.

### Motor
De motor was een luchtgekoelde, dwarsgeplaatste paralleltwin met een boring van 71 mm, een slag van 82 mm en een cilinderinhoud van 649,3 cc. Ze had een dry-sump-smeersysteem. De ontsteking werd verzorgd door een magneet en de brandstofvoorziening door een enkele Amal-Monobloc 289-carburateur. De motor was nog geheel uit gietijzer opgebouwd, maar in 1956 kreeg de machine een aluminium cilinderkop en toen werden ook de uitwendige olietoevoerleidingen naar de kop vervangen door inwendige leidingen. De inlaatkanalen werden verbeterd voor een betere koeling en de motor kreeg austeniet klepzittingen.

### Transmissie
Op het linker uiteinde van de krukas zat een schroefveer-transmissiedemper en het voorste tandwiel van de primaire transmissie de primaire ketting draaide in een oliebad en dreef de meervoudige natte plaatkoppeling en de vierversnellingsbak aan. Op de losse (pre unit) versnellingsbak zat ook de kickstarter. Het achterwiel werd door een ketting aangedreven.

### Rijwielgedeelte
De machine had het voor Triumph gebruikelijke semi-dubbel wiegframe. Daarbij ging een dikke voorbuis van het balhoofd naar de voor/onderkant van het motorblok waar ze werd gesplitst in twee dunnere buizen die naar het achterframe liepen. Aan de voorkant zat een telescoopvork en achter een swingarm met twee veer/dempingselementen. Voor en achter had de Tiger 110 trommelremmen.

### Uitrusting
Het inmiddels wat beperkte instrumentenpaneel (met een Ampèremeter, de snelheidsmeter en de lichtschakelaar) zat in de koplampnacelle. Wie dat wilde kon een klein bagagedragertje op de tank laten monteren. Door de swingarm-achtervering kon ook een duozadel worden toegepast. Na de oorlog hadden alle Britse merken problemen met het verkrijgen van chroom, dat ook door de Koreaanse Oorlog schaars bleef. Toen andere merken (zoals het zustermerk BSA) weer meer chroom gingen gebruiken, bleef Triumph trouw aan gespoten tanks en weinig chroom.

## Triumph Devil's Arrow
Op 6 september 1956 reed de Texaan Johnny Allen een sterk verbouwde Tiger 110 naar een nieuw snelheidsrecord op de Bonneville-zoutvlakte in Utah. Hij haalde met zijn Triumph Devil's Arrow (bijgenaam Texas Ceegar) een snelheid van 214,40 mijl per uur (345,04 kilometer per uur). Voor de Amerikanen was het 33 jaar geleden dat een landgenoot met een motorfiets het snelheidsrecord had gebroken. Dat was Claude Temple, die op 5 november 1923 met een British Anzani 108,75 mph (175,1 km/uur) reed, waarmee hij het record van Gene Walker (Indian) van 1920 verbrak. Het wereldsnelheidsrecord stond in 1956 overigens op naam van Wilhelm Herz die met zijn NSU Delphin III met compressor 339 km/uur had gehaald.
Allen had feitelijk in 1955 al een record van 192 mph (309 km/uur) gereden, maar onder het reglement van de AMA, dat door de FIM niet werd erkend en dus alleen als nationaal Amerikaans record in de boeken stond. Ook het nieuwe record uit 1956 werd door de FIM niet erkend. Het belette Triumph niet om het toch als "wereldrecord" te adverteren, in elk geval in de Verenigde Staten. In 1958 vierde Triumph de records met het uitbrengen van de Triumph T120 Bonneville.

## Afbeeldingen

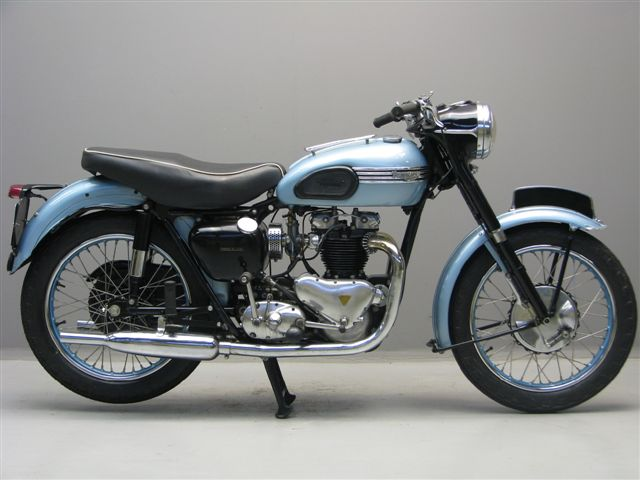
Tiger 110 uit 1954
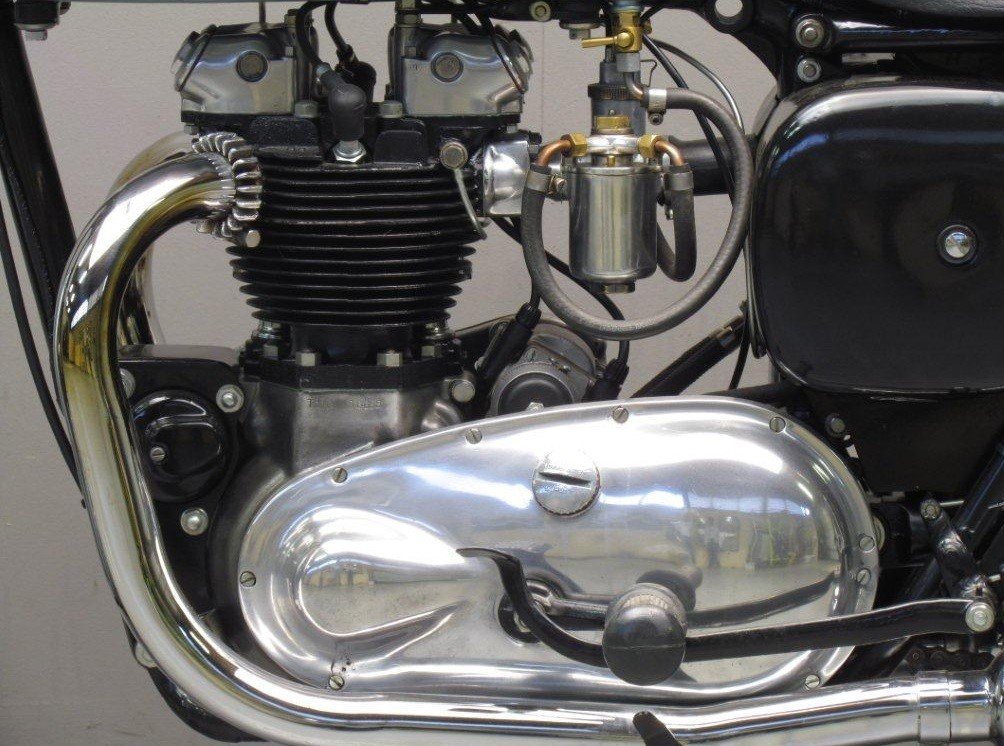
De linkerkant van het blok uit 1954. In het deksel van de primaire transmissie zit de uitstulping voor de transmissiedemper
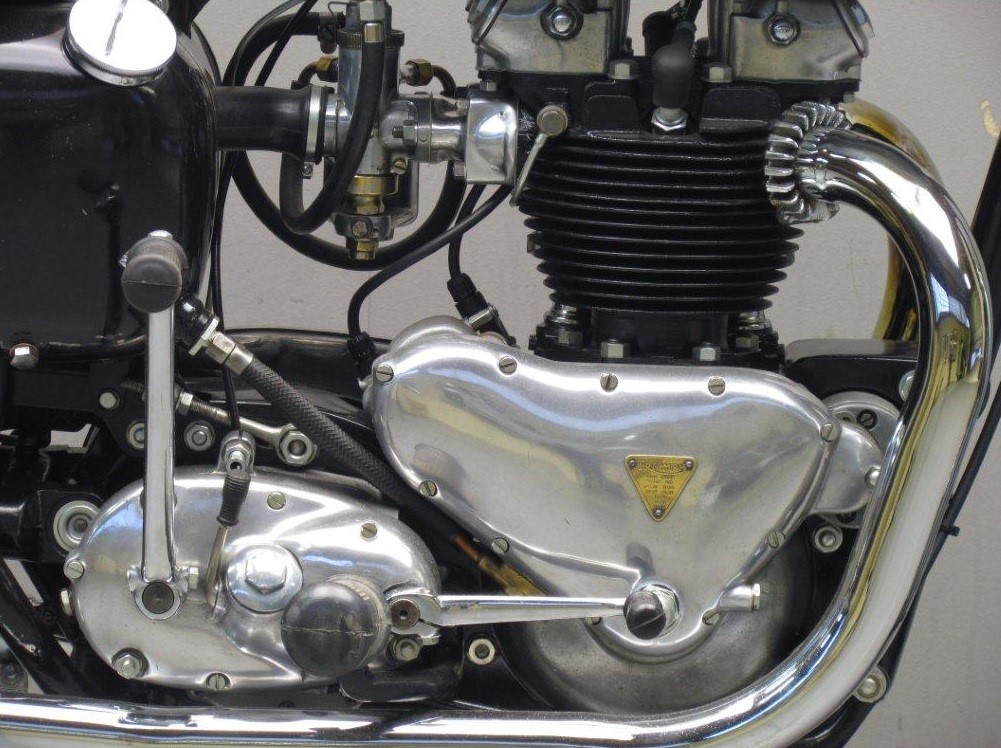
Rechterkant van het eerste blok uit 1954. De cilinderkop is hier nog van gietijzer en de olietoevoerleidingen liggen nog buiten. Het distributiecarter drijft behalve de beide nokkenassen ook de gelijkstroomdynamo aan de voorkant en de ontstekingsmagneet aan de achterkant aan.
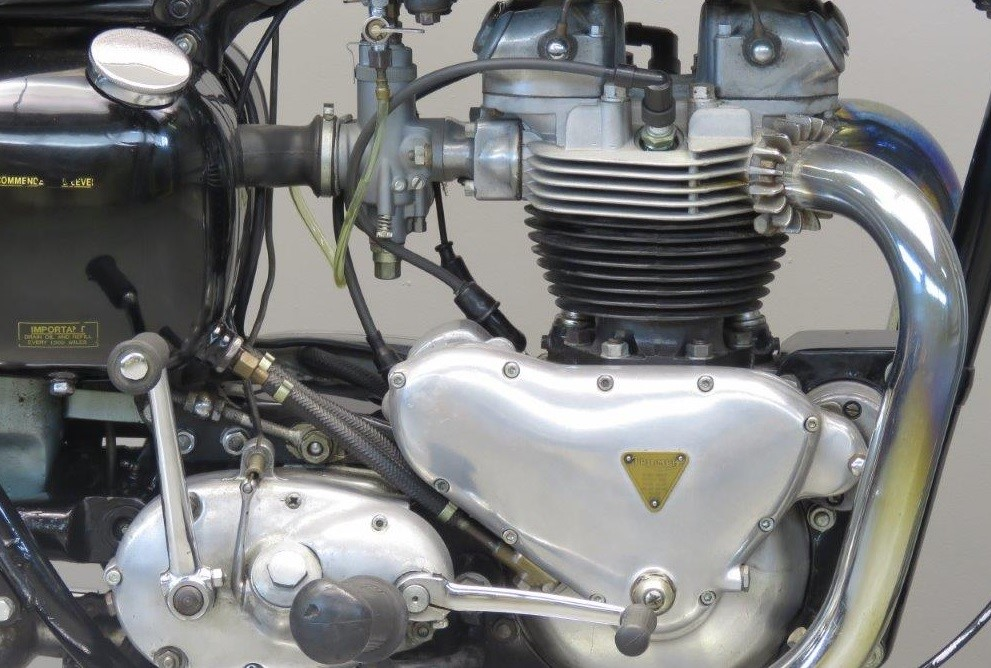
Het blok uit 1956, met inwendige olietoevoer naar de aluminium cilinderkop.
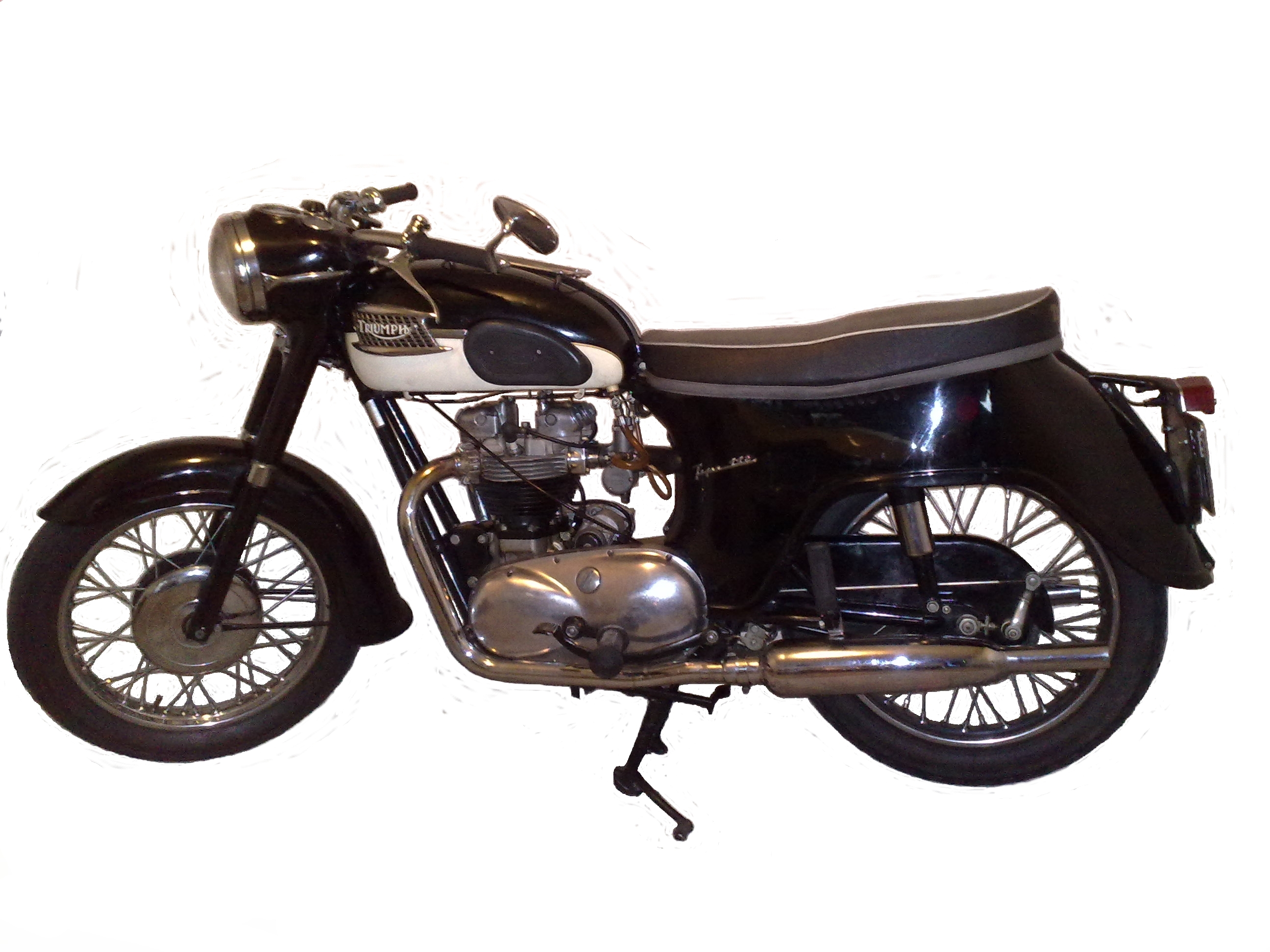
De "bathtub"-stroomlijn rond het achterwiel deed het sportieve imago van de Tiger 110 geen goed. Vooral de Amerikanen hadden er niets mee.

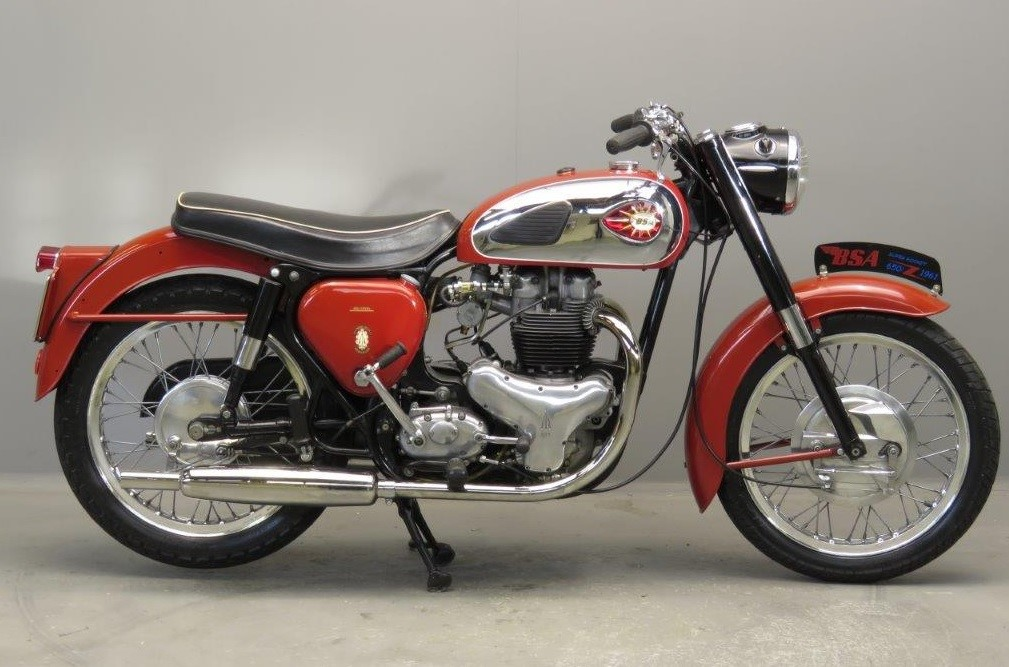
Deze BSA A10R Super Rocket was een grote concurrent. De machine had de Triumph-patent koplampnacelle. Dat was mogelijk omdat Triumph eigendom was geworden van BSA.
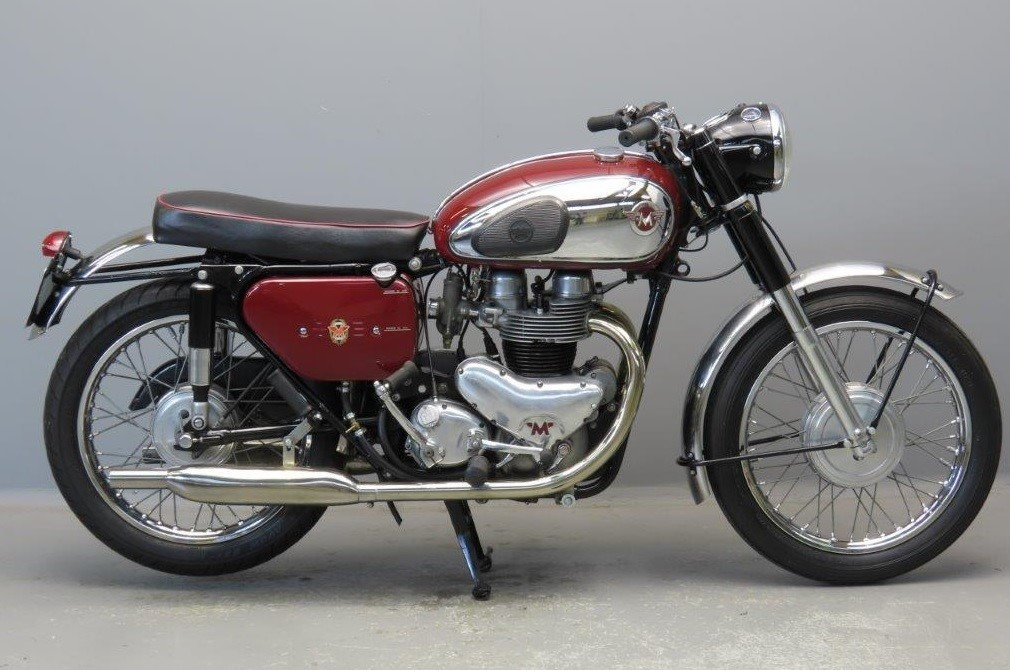
Nog een concurrent: Matchless G12
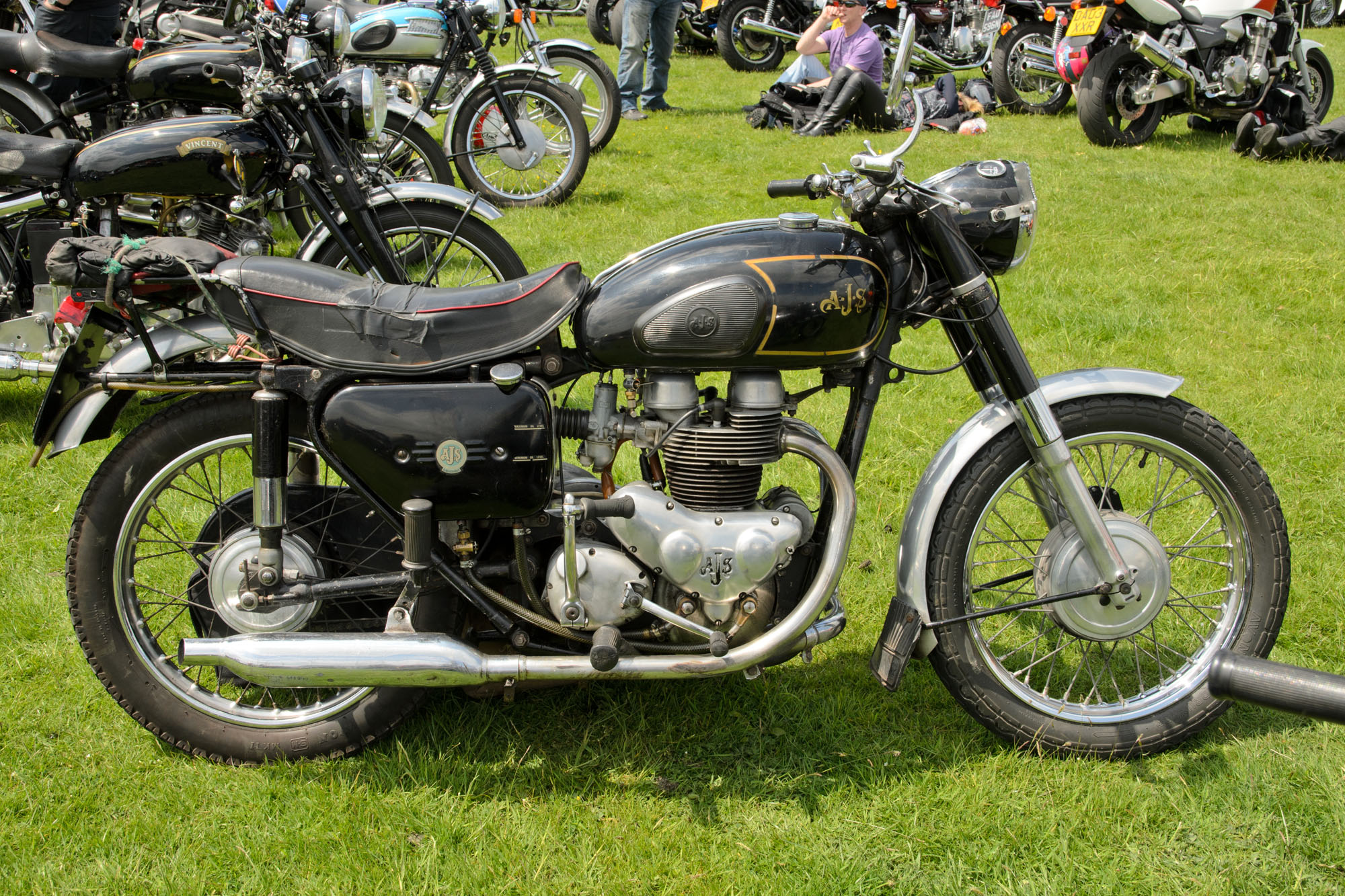
En het identieke AJS Model 31
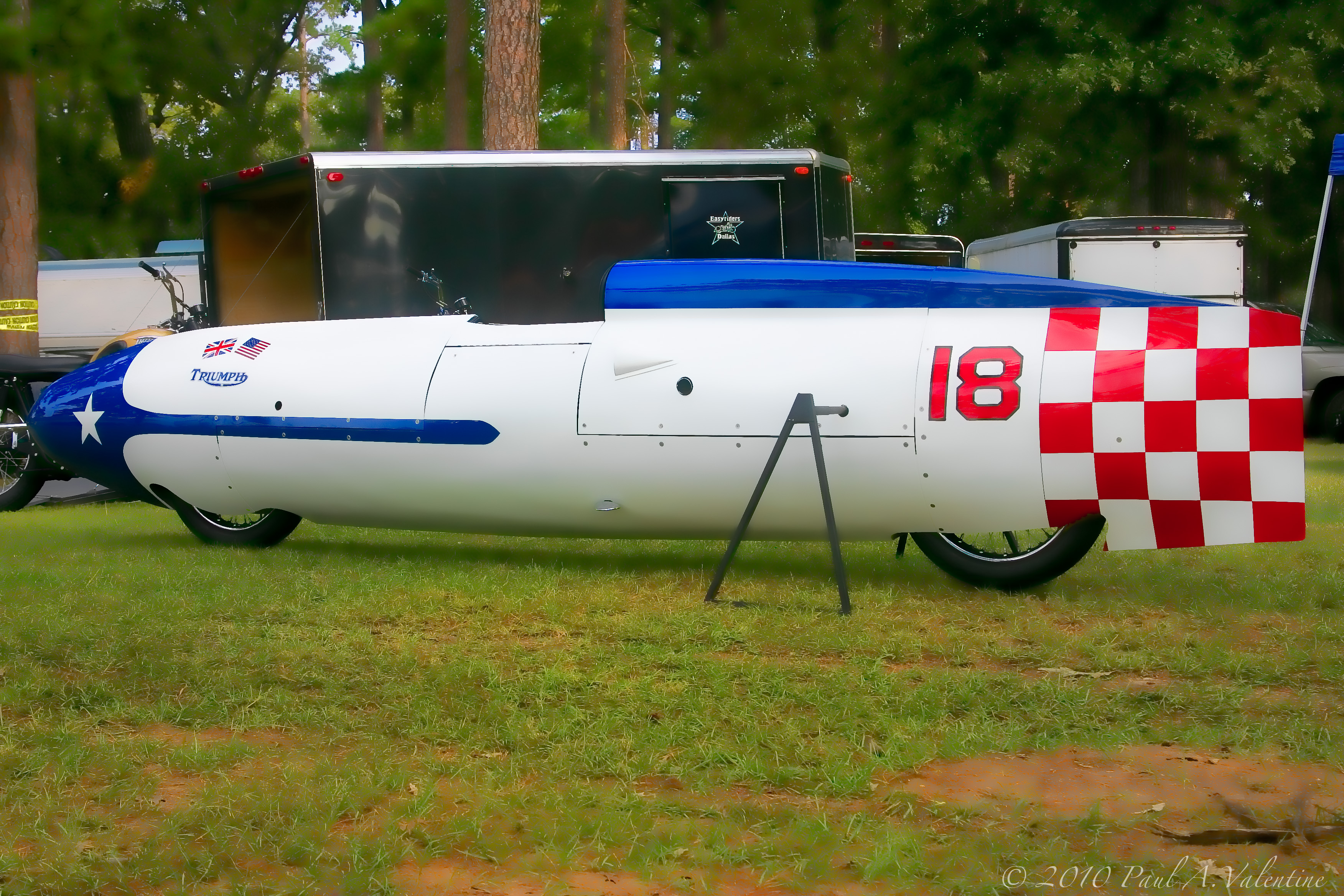
Johnny Allen's Texas Ceegar
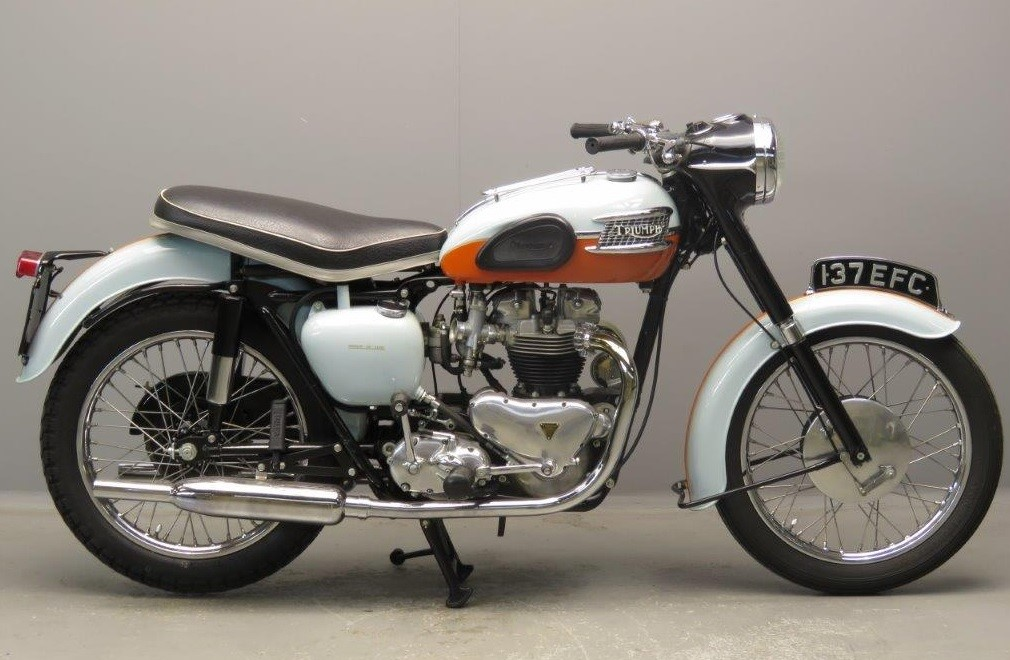
De opvolger Triumph T120 Bonneville 650 werd al in 1958 gepresenteerd.